# Valpalmas
Valpalmas ist ein Ort und eine Gemeinde in der Provinz Saragossa in der Autonomen Region Aragón in Spanien. 2024 hatte die Gemeinde 126 Einwohner. 

## Lage
Valpalmas liegt etwa 80 Kilometer nördlich von Saragossa im Pyrenäenvorland in einer Höhe von 495 m. 

## Bevölkerungsentwicklung
Demographische Daten für Valpalmas von 1900 bis 2021:
| 1900 | 1910 | 1920 | 1930 | 1940 | 1950 | 1960 | 1970 | 1981 | 1991 | 2001 | 2011 | 2021 |
| ---- | ---- | ---- | ---- | ---- | ---- | ---- | ---- | ---- | ---- | ---- | ---- | ---- |
| 440  | 489  | 515  | 557  | 549  | 504  | 431  | 327  | 245  | 234  | 189  | 164  | 135  |

## Sehenswürdigkeiten
- Aguarales de Valpalmas, geologische, durch Erosion entstandene Formation
- Hippolytkirche (Iglesia de San Hipólito) aus dem 18. Jahrhundert

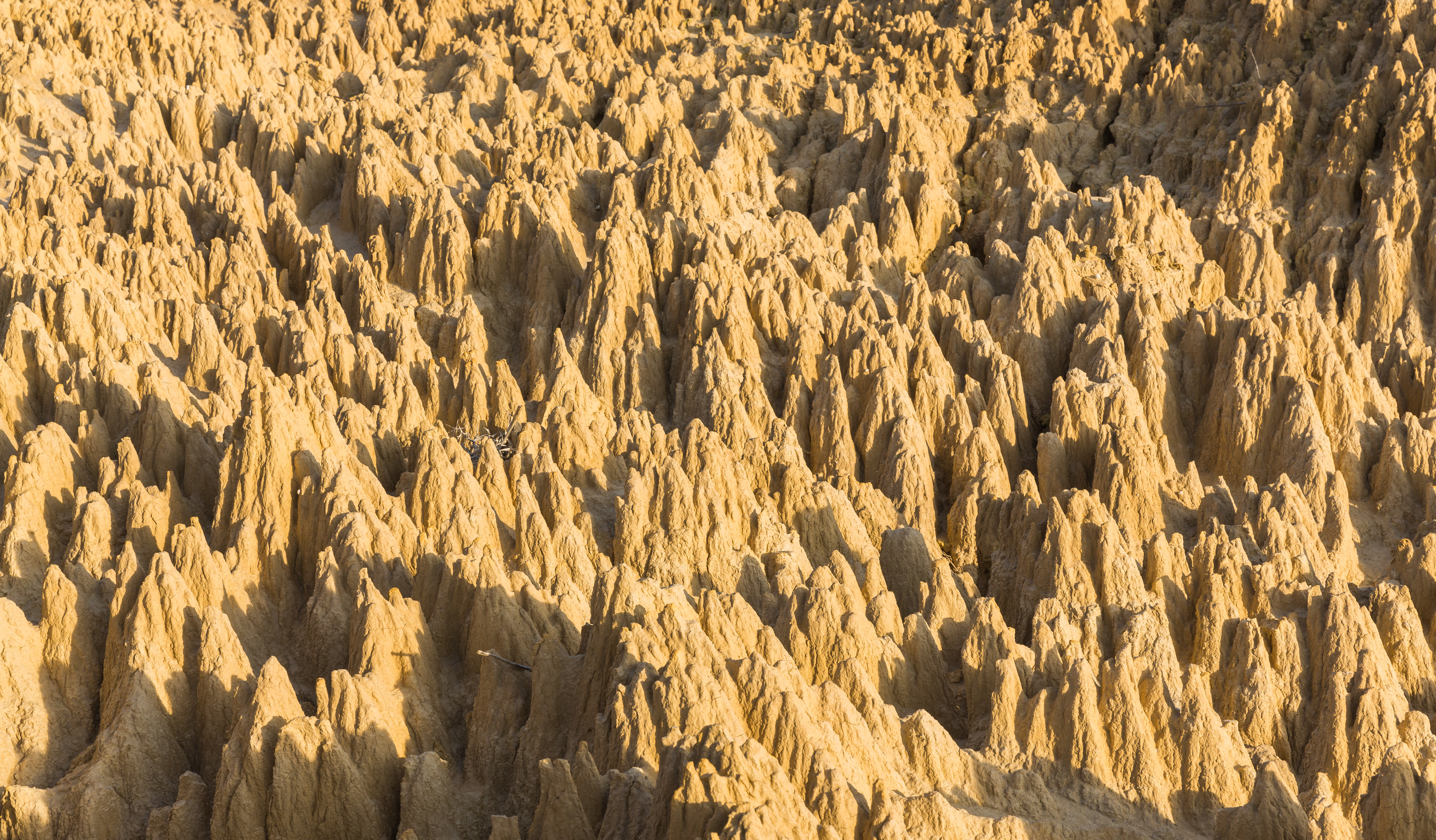